# Wilma will mehr
Wilma will mehr ist ein deutscher Spielfilm aus dem Jahr 2025 von Regisseurin und Drehbuchautorin Maren-Kea Freese mit Fritzi Haberlandt in der Titelrolle. Premiere der Tragikomödie war am 8. Mai 2025 am Filmkunstfest Mecklenburg-Vorpommern.

## Handlung
Wilma lebt bis in die späten 1990er-Jahre im Lausitzer Braunkohlerevier, kennt sich mit Maschinen ebenso wie mit Elektrik aus und war Führungskraft im Kraftwerk Sonne in der Lausitz. 
Nachdem sie als Verkäuferin im Baumarkt gekündigt wird und sie ihren Mann Alex nackt mit ihrer Freundin Doris erwischt, fährt sie mit dem Fernbus nach Wien, wie zuvor ihr früherer Kollege Martin. Dort arbeitet sie als Handwerkerin und Lehrerin in einer Tanzschule. In Wien kehrt langsam ihre Lebenslust zurück.

## Produktion und Hintergrund
Die Dreharbeiten fanden unter dem Arbeitstitel Die Abenteuer der Lausitzerin Wilma an 26 Drehtagen vom 5. Oktober bis zum 10. November 2023 in Brandenburg, Sachsen und Wien statt.
Produziert wurde der Film von der Ma.ja.de. Fiction, als Produzenten fungierten Heino Deckert, Tina Börner und Katharina Bergfeld. Den Vertrieb übernahm der Neue Visionen Filmverleih. Unterstützt wurde die Produktion vom Deutschen Filmförderfonds, der Mitteldeutschen Medienförderung und dem Beauftragten der Bundesregierung für Kultur und Medien.
Die Kamera führte Michael Kotschi, die Montage verantwortete Andrea Muñoz und das Casting Maren-Kea Freese und Tanja Schuh, die Musik schrieb Cassis Birgit Staudt. Den Ton gestalteten Dominik Leube, Andy Schlegel und Max von Werder, das Kostümbild Nadine Kremeier, das Maskenbild Astrid Lehmann und das Szenenbild Lisa Kumpf.

## Veröffentlichung
Premiere war am 8. Mai 2025 am Filmkunstfest Mecklenburg-Vorpommern. Am Internationalen Filmfest Emden-Norderney 2025 war der Film für den SCORE Bernhard Wicki Preis nominiert. Am Neiße Filmfestival wurde die Produktion mit dem Publikumspreis ausgezeichnet.
Der deutsche Kinostart erfolgte am 31. Juli 2025.

## Rezeption
Peter Gutting vergab auf film-rezensionen.de sieben von zehn Punkten. Das Aufeinanderprallen von Wiener Schmäh und Spreewaldgurken nutze der Film zu ironischen Betrachtungen über den Lebensstil von alternativ-grün-linken Aktivistinnen. Maren-Kea Frees zeichne ein differenziertes Bild des Ost-West-Verhältnisses und spüre ebenso spielerisch wie detailgenau den Herausforderungen, Zumutungen und Chancen nach, mit denen eine Elektrikerin und Maschinistin wie Wilma klarkommen musste.
Filmdienst.de bewertete die Produktion mit drei von fünf Sternen. Der in der Hauptrolle glänzend gespielte Film erzähle realistisch und humorvoll von der Selbstfindung einer Frau, deren vielfältige Begabungen bislang nicht ausreichend anerkannt wurden. Witz entstehe dabei vor allem aus dem „Culture Clash“ zwischen ostdeutscher und österreichischer Prägung.
Gaby Sikorski bewertete den Film auf filmstarts.de mit 2,5 von 5 Sternen. Fritzi Haberlandt sei der größte Lichtblick in diesem Film. Was eine Komödie hätte werden können, schwanke leider etwas unentschlossen zwischen Episodenfilm, Selbstfindungsdrama und Wendegeschichte.
Britta Schmeis (3 von 5 Sterne) befand auf epd-film.de, dass der Streifen als kleine Ode an die Selbstbestimmtheit der (DDR-)Frauen eine unterhaltsame und wohltuende Ergänzung im Kanon der Ost-West-Culture-Clash-Komödien sei.
Lars Meyer meinte auf mdr.de, dass Regisseurin Freese und Hauptdarstellerin Haberlandt mit Wilma eine so erfrischende wie unverwechselbare Kino-Figur geschaffen hätten. Zugleich entkrampften sie den Diskurs über all das, was zwischen Ost und West im Umbruch der 90er-Jahre schief gegangen ist.

## Auszeichnungen und Nominierungen
Internationales Filmfest Emden-Norderney 2025
- Nominierung für den SCORE Bernhard-Wicki-Preis[2]

Neiße Filmfestival 2025
- Auszeichnung  mit dem Publikumspreis[2][10]

Festival des deutschen Films 2025
- Nominierung für den Rheingold Publikumspreis[5]